# شهرستان عین التمر
شهرستان عین التمر (به عربی: قضاء عين التمر) یک شهرستان‌های عراق در عراق است که در استان کربلا واقع شده‌است.
 شهرستان عین التمر  ۲۷۰,۰۰۰ نفر جمعیت دارد.